# Comerica
Comerica ist ein Finanzunternehmen aus den Vereinigten Staaten mit Sitz in Detroit, Michigan, im Comerica Tower.
Das Unternehmen beschäftigt rund 7.649 Mitarbeiter weltweit.

## Unternehmensgeschichte
Comerica wurde 1849 gegründet, indem Elon Farnsworth das Detroiter Savings Fund Institut eröffnete. 1881 wechselte der Unternehmensname (Firma) zu "The Detroit Savings Bank" und 1933 zu "Detroit Savings Bank". 1953 formten die Banken Detroit Bank, The Birmingham National Bank, Ferndale National Bank und Detroit Warbeek Bank and Trust Company das gemeinsame Unternehmen The Detroit Bank & Trust Company. 1982 wechselte die Firma zum heutigen Comerica.
Comerica hat im Dezember 1998 66 Mio. Dollar für die Namensrechte am Stadion Comerica Park in Detroit gezahlt, dem Heimstadion des Baseballvereins Detroit Tigers.
2016 hatte Comerica Bankfilialen in 591 Standorten.

## Partnerschaft mit MasterCard
Die Comerica Bank, Mastercard und das Finanzministerium der Vereinigten Staaten haben sich 2008 zusammengeschlossen, um die Direct Express Debit Mastercard Debitkarte zu erschaffen. Die amerikanische Bundesregierung nutzt dieses Produkt, um elektronische Zahlungen an Zahlungsempfänger durchzuführen, die über keinerlei Bankverbindung verfügt. Die Comerica Bank verantwortet hierbei die Ausgabe der Debitkarte.